# セルゲイ・アベルツェフ

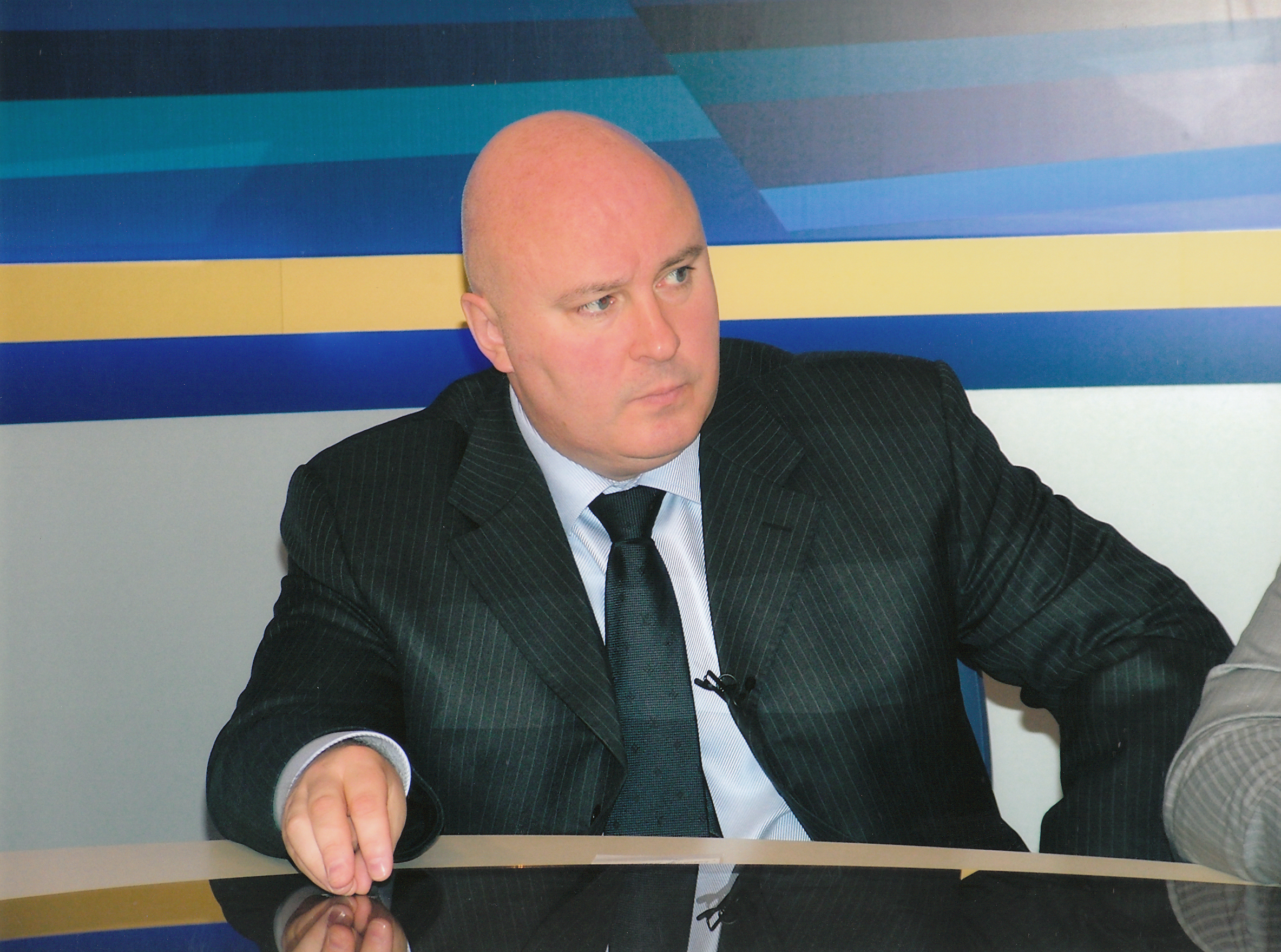
セルゲイ・アベルツェフ

セルゲイ・ニコラエヴィッチ・アベルツェフ （Сергей Николаевич Абельцев、Sergei Nikolaevich Abeltsev、1961年5月16日 - ）は、ロシアの政治家。ロシア連邦議会下院国家会議代議員。ロシア自由民主党所属。自由民主党の最高会議（幹部会）のメンバーであり、2003年12月から国家会議の国家安全保障委員会に所属している。アベルツェフは経営学、法学、軍事科学の学位を所有している。